# Radouč
Radouč este o arie protejată (sit de importanță comunitară — SCI) din Republica Cehă întinsă pe o suprafață de 31,01 ha, integral pe uscat.

## Localizare
Centrul sitului Radouč este situat la coordonatele 50°26′00″N 14°54′07″E / 50.433333°N 14.901944°E.

## Înființare
Situl Radouč a fost declarat sit de importanță comunitară în noiembrie 2009 pentru a proteja 1 specie de animale.

## Biodiversitate
Situată în ecoregiunea continentală, aria protejată conține 4 habitate naturale: Pante stâncoase calcaroase cu vegetație casmofită, Pajiști uscate europene, Vegetație psamofilă uscată cu pășuni deschise de Corynephorus și Agrostis, Pajiști uscate seminaturale și facies de acoperire cu tufișuri pe substraturi calcaroase (Festuco-Brometalia) (* situri importante pentru orhidee).
La baza desemnării sitului se află o specie protejată de  mamifere: popândău (Spermophilus citellus).